# Baythorne End
Baythorne End lub Baythorn End – przysiółek w Anglii, w Esseksie. Leży 35.7 km od miasta Chelmsford i 73.4 km od Londynu. Baythorn End jest wspomniana w Domesday Book (1086) jako Babiterna.